# Makida Moka
Makida Moka là một nữ diễn viên và người mẫu người Nigeria gốc Ai Cập. Cô đóng vai Monye trong bộ phim truyền hình 2014 Gidi Up, và đóng vai một nạn nhân bị hiếp dâm trong bộ phim truyền hình 2015 của Emem Isong, Code of Silence. Là một người mẫu, cô là đại sứ thương hiệu cho Frankie và Co.

## Đầu đời và sự nghiệp
Moka được sinh ra ở Cairo, Ai Cập, có mẹ là người Nigeria và cha là người gốc Nigeria đến từ Jamaica. Cô theo học chương trình giáo dục tiểu học và trung học ở Lagos, và sau đó đăng ký học tại Đại học Bénin. Cô có nguyện vọng trở thành một nhà địa chất, làm việc cho một công ty dầu mỏ. Mặc dù không có chiều cao, cô đã bắt đầu nghề người mẫu, khi cô giành chiến thắng trong cuộc thi "Face of Sleek Nigeria" khai mạc năm 2009. Cô đã được chú ý trên các phương tiện truyền thông châu Phi vì phong cách thời trang của mình. Là một người mẫu, cô là đại sứ thương hiệu cho Frankie và Co.

## Sự nghiệp điện ảnh
Năm 2015, Moka đóng vai một nạn nhân bị hãm hiếp tập thể trong Code of Silence, người bị chính trị gia địa phương và phụ tá của anh ta hãm hiếp. Cô thấy việc chụp ảnh là một trải nghiệm "dữ dội", khiến cô đau đớn đến mức cô thường rơi nước mắt sau khi các cảnh bị cắt. Trong năm 2016, với vai tr làò diễn viên Moka trong Taste of Love, một phim truyền hình Phi được thể hiện hàng tuần trên châu Phi kỳ diệu, Truyền hình chim bạc và African Independent Television đã cho cô một đề cử cho "nữ diễn viên chính tốt nhất" tại 2016 giải thưởng Nigeria đài truyền hình Merit.
Năm 2017, Moka đóng "Melanie" trong loạt phim hài về tội phạm Thanh tra K; Nhân vật của cô trong loạt phim là một người đam mê truyền thông xã hội trẻ tuổi, người trở thành nạn nhân của thông tin giả mạo trên mạng trong bối cảnh một vụ giết người. Tuy nhiên, thông tin bôi nhọ từ blogger đã khiến khán giả kỹ thuật số tăng sự thoải mái. Loạt web nhận được nhiều ý kiến trái chiều, với Pulse gọi đó là "không vui", "căng thẳng để xem" và "một sự thất vọng đáng thất vọng". Nó cũng bị chỉ trích về diễn xuất, sản xuất, đối thoại và âm mưu. Nó nhận được 50% đánh giá ấn tượng từ True Nollywood Stories, người thừa nhận điện ảnh và nhạc phim. Culture Custodian xem xét "Inspector K Pays Homage To Social Media Yet Falls Flat", với Xplore Nollywood mô tả tập cuối là đáng ngạc nhiên. Cô cũng đóng vai một Ninja Ấn Độ trong bộ phim hài lãng mạn siêu nhiên, Banana Island Ghost. Nhân vật của cô sau đó đã được chứng minh là có một cuộc khủng hoảng danh tính trong nước da và dòng dõi của cô.

## Đóng phim
- Đảo ma chuối (2017) [17][18]
- Bộ luật im lặng (2015)
- Gidi Up (với OC Ukeje)
- Hương vị của tình yêu (với Blossom Chukwujekwu) [19][20][21]
- Thanh tra K [22][23]